# Йорис Ивенс
Йорис Ивенс (на нидерландски: Joris Ivens) е нидерландски режисьор.

## Биография
Роден е на 18 ноември 1898 година в Неймеген в заможно семейство. От ранна възраст се ангажира с политическата левица, като от началото на 20-те години режисира документални филми, по-известни сред които са „Regen“ (1929), „Nieuwe gronden“ (1933), „La Seine a rencontré Paris“ (1957). През 60-те и 70-те години снима пропагандни филми за Виетнамската война и Културната революция, получава Ленинска награда за мир (1967).
Йорис Ивенс умира на 28 юни 1989 година в Париж.

## Избрана филмография
| година | филм            | оригинално заглавие              | бележки                   |
| ------ | --------------- | -------------------------------- | ------------------------- |
| 1957   | Тил Ойленшпигел | Les Aventures de Till l'Espiègle | ко-режисьор с Жерар Филип |